# Martina Parker
Martina Parker (* 7. März 1969) ist eine österreichische Schriftstellerin und Journalistin.

## Leben
Martina Parker stammt aus Bad Tatzmannsdorf. Nach Praktika beim ORF und dem Standard war sie als Journalistin bei der Österreichischen Gastgewerbe Zeitung tätig. Anschließend übernahm sie die Leitung der Fachzeitschriften Café Journal und Parfümerie&Drogerie. Unter dem Pseudonym Glenda Gossip schrieb sie Kolumnen. Bei der Frauenzeitschrift Wienerin gründete sie das Beautyressort, das sie über 20 Jahre leitete. 2008 wurde sie Beauty Director für die Frauentitel der Styria Media Group. Bis 2020 schrieb sie die Kolumne Schöner Leben und zu unterschiedlichen Themen für die Zeitschriften Wiener, Wienerin, Diva und das Schaufenster der Tageszeitung Die Presse sowie Servus in Stadt & Land. Außerdem entwickelte sie Kundenzeitschriften und machte Medienberatung. Als Journalistin führte sie unter anderem mit Robbie Williams, Susan Sarandon, Cate Blanchett und Karl Lagerfeld Interviews.
Seit 2020 arbeitet sie als Autorin und freie Journalistin. 2020 gewann sie den Publikumspreis des ORF-Burgenland-Literaturwettbewerbs Textfunken für ihren Text Böse Männer brennen gut, im Folgejahr erschien ihr Debüt-Kriminalroman Zuagroast, ein Regionalkrimi mit gärtnerischer Rahmenhandlung und Schwerpunkt auf gesellschaftskritischen Problemen. Nach dem zweiten Krimi Hamdraht 2022 veröffentlichte sie im Jänner 2023 mit Aufblattelt ihren dritten Gartenkrimi aus dem Südburgenland im Gmeiner-Verlag. Diesem folgte im Oktober 2023 der vierte  Titel Ausgstochen, in dem auch wieder pflanzenkundliches Fachwissen, eingeflochten ist. Ende 2022 wurde sie im Rahmen des Krimifests Tirol mit einem Aufenthaltsstipendium ausgezeichnet. Während der Schreibphasen der Krimis konnte die Community auf Instagram und Facebook über Handlungsstränge mitentscheiden.
Für das Roman-Debüt Zuagroast wurden 2023 die Option für die Filmrechte verkauft. Das Buch wurde im Frühjahr 2025 mit Manuel Rubey und Hilde Dalik für Servus TV und ProSiebenSat1Puls4 verfilmt. Im Juli 2025 wurde ihr Kriminalroman Miss Vergnügen rund um die Ermittlungen von Miss Brooks veröffentlicht.
Parker ist mit einem Engländer verheiratet.

## Publikationen (Auswahl)
- 2021: Zuagroast, Gartenkrimi, Gmeiner-Verlag, Meßkirch 2021, ISBN 978-3-8392-7015-8.
  - Hörbuch, gelesen von Catharina Ballan, Steinbach sprechende Bücher, Untermünkheim 2022, ISBN 978-3-86974-961-7
- 2022: Hamdraht, Gartenkrimi, Gmeiner-Verlag, Meßkirch 2022, ISBN 978-3-8392-0137-4.
  - Hörbuch, gelesen von Catharina Ballan, Steinbach sprechende Bücher, Untermünkheim 2022, ISBN 978-3-86974-966-2.
- 2022: Hotel Rock 'n' Roll, gemeinsam mit Manfred Stallmajer, Schultz & Schirm, Wien 2022, ISBN 978-3-9504970-2-1.
- 2023: Aufblattelt, Gartenkrimi, Gmeiner-Verlag, Meßkirch 2023, ISBN 978-3-8392-0326-2.
  - Hörbuch, gelesen von Catharina Ballan, SAGA Egmont, Kopenhagen 2023, ISBN 978-87-28-07379-7.
- 2023: Ausgstochen, Gartenkrimi, Gmeiner-Verlag, Meßkirch 2023, ISBN 978-3-8392-0454-2.[12]
- 2024: Eintunkt, Gartenkrimi, Gmeiner-Verlag, Meßkirch 2024, ISBN 978-3-8392-0694-2.
- 2025: Aufdeckt: Leben wie im Gartenkrimi, mit Konrad Limbeck (Fotograf), Gmeiner-Verlag, Meßkirch 2025, ISBN 978-3-8392-0661-4.
- 2025: Miss Vergnügen: Ein Miss Brooks Krimi, Gmeiner-Verlag, Meßkirch 2025, ISBN 978-3-8392-0841-0.
  - Hörbuch, gelesen von Catharina Ballan, 2025, ISBN 978-3-98785-969-4

## Auszeichnungen
- 2020: Publikumspreis des ORF-Burgenland-Literaturwettbewerbs Textfunken für ihren Text Böse Männer brennen gut[6][7]
- 2022: Krimifests Tirol – Aufenthaltsstipendium[6]
- 2023: Goldenes Buch des Hauptverbandes des Österreichischen Buchhandels für mehr als 15.000 verkaufte Exemplare für Zuagroast[15]
- 2024: Burgenländerinnen-Award: Auszeichnung als Burgenländerin des Jahres[16][17]